# Гражданская война в Древнем Риме (83—82 до н. э.)
Гражда́нская война́ 83—82 годо́в до н. э. (лат. Bella Civilia; 83—82 годы до н. э.; иногда происходит объединение событий в гражданскую войну 88—82 до н. э.) — междоусобная война в Римской республике между сторонниками Луция Корнелия Суллы и приверженцами умершего Гая Мария, объединившимися вокруг его сына Гая Мария-младшего и консула Гнея Папирия Карбона.

## Причины войны
Конфликт разгорелся прежде всего из-за неразрешимых противоречий между двумя группировками, сплотившимися вокруг Луция Корнелия Суллы с одной стороны и Гаем Марием-младшим с другой.
Марианцы, удерживая власть недемократичным путём, стремились законсервировать существовавший порядок. Неизвестно ни одной их реформы кроме тех немногих, с помощью которых они собственно и пришли к власти. Основными мероприятиями марианцев были проведение законопроекта о распределении италиков по всем трибам, отстранение Суллы от всех занимаемых должностей и уничтожение оппозиции с помощью массового террора.
Проведение законопроекта о распределении италиков по всем трибам стало, однако, важнейшим политическим шагом партии марианцев. По результатам Союзнической войны, как уже было отмечено, италики получили лишь формально равные права с римлянами. На деле же они не оказывали хоть сколько-нибудь заметное влияние на решение политических вопросов, поскольку были зачислены исключительно в последние, самые многочисленные трибы. Вероятно, это было сделано римскими законодателями для того, чтобы успокоить италиков видимым дарованием им того, за что они боролись. Действительно, одними военными средствами сражаться на всех фронтах римляне не смогли бы (италики окружали Рим почти со всех сторон).
Однако Марий и Сульпиций в скором времени после окончания Союзнической войны решили использовать италиков для достижения таких политических целей, как установление своего правления в Риме, а также для назначения Мария на будущую войну с Митридатом.
Вероятно, что последняя цель и была основной. Марианцы, достигнув власти, не совершили кроме этого запоздалого решения (запоздалого потому, что Сулла уже отправился на войну) ничего значительного. Потому их позицию можно назвать деструктивной по отношению к римскому государственному порядку.
Интересно, что о политических способностях Мария (в отличие от его военных дарований) главный его биограф Плутарх отзывается крайне сдержанно, скорее отрицательно, называя его «по природе неспособным к мирной гражданской деятельности». Имея по сути неограниченную власть, стоявшие у руля власти в Риме могли проводить (кроме террора) любую реформаторскую политику, как это наиболее ярко показал пришедший им на смену Сулла. У марианцев определённо не было чёткого плана действий на случай провала плана по отправке Мария полководцем в Азию, что и случилось. Достигнув власти ради исполнения этой цели и упустив реальную возможность её действительно исполнить, марианцы как будто потеряли всякий интерес к созиданию и обратились к разрушению.
В то же время, Сулла стремился не к восстановлению законной власти, а к установлению режима своей личной власти. В качестве повода было выбрано ущемление Марием чести и достоинства самого Суллы, а также ущемлением прав патрициата в целом (последнее действительно имело место). Кроме того, Сулла не мог отпраздновать свой заслуженный триумф за победу над Митридатом, пока в Риме хозяйничали марианцы. Не последнее место имела личная вражда между Суллой и Марием, которая после смерти последнего вылилась в противостояние двух партий.

## Начальный этап войны
Луций Корнелий Сулла высадился в Брундизии в 83 году до н. э. Он быстро продвигался к Риму, поскольку марианцы оказались совершенно не готовы к войне. Кроме того, ему несколько раз удавалось разобщить противников и даже переманить на свою сторону целые легионы.
К Сулле стекались как представители родовитой знати (так называемые оптиматы), видевшие в Сулле своего защитника, так и недовольные из числа марианцев (так называемые популяры). Кроме того, часто на сторону Суллы переходили простые солдаты. Это было связано прежде всего с обещанием Суллы раздать всем, кто воевал на его стороне, землю (это обещание он впоследствии выполнил). Наиболее известные люди, перешедшие на сторону Суллы, — это Помпей и Красс. Не следует забывать, что Сулла, хотя и являлся мятежником, всё же был проконсулом, то есть являлся официальным лицом.
Одна из первых битв произошла у Канузия в районе горы Тифаты между Гаем Норбаном и Суллой. В битве погибло 6 000 солдат Норбана и 70 солдат Суллы.
Зимой 83/82 годов до н. э. боевые действия не велись по причине неблагоприятных погодных условий.
В 82 году до н. э. возле Фавенции Гай Норбан и консул Гней Папирий Карбон начали битву против Квинта Цецилия Метелла Пия в крайне неудачных условиях и были разбиты. В этой битве у Норбана погибло до 10 000 солдат, а ещё 6 000 перебежало на сторону сулланцев.
В результате битвы под Сигнией Гай Марий-младший с небольшой частью своей армии был вынужден отступить в укреплённый город Пренесте. Вскоре, однако, город был окружён Суллой.

## Осада Пренесте
После того, как Гай Марий-младший был заперт в Пренесте, Сулла решил осадить город. Ему было известно, что верных Марию солдат в городе немного и они не смогут снять осаду своими силами. Осаду Пренесте Сулла доверил Квинту Лукрецию Офелле. Он вырыл на некотором расстоянии вокруг города ров и поставил частокол.
Марий очень надеялся на Карбона и на крупную армию Телезина. Ожидая их прибытия, он передал в Рим послание своему стороннику, претору Бруту, с приказом расправиться со своими личными врагами. Однако армия Карбона значительно уменьшилась в нескольких стычках с отрядами Суллы, Метелла, Помпея и Красса. Наконец, Помпею удалось устроить засаду и обратить солдат Карбона в бегство. Раздосадованные постоянными неудачами солдаты подняли бунт, а воины одного из легионов полностью разошлись по домам. Понтий Телезин с крупной армией не сумел даже приблизиться к Пренесте, поскольку узкие проходы на пути туда были полностью блокированы Суллой. Марий, видя, что запасы продовольствия в Пренесте на исходе, вывел свои войска за городские ворота и попытался прорвать укрепления осаждавших, но потерпел неудачу.
Крупным успехом Суллы был переход на его сторону военачальника Альбинована с легионом луканцев. Сулла пообещал обеспечить Альбиновану безопасность только если тот совершит что-нибудь выдающееся, так что Альбинован позвал к себе множество ничего не подозревавших военачальников из числа марианцев и перебил их. Узнав об этом, один из лидеров марианцев, Гай Норбан, бросив армию, бежал на Родос.
Марианцы всё ещё пытались выбить Суллу из узких проходов на пути к Пренесте. После того, как Марк Теренций Варрон Лукулл нанёс армии марианцев очередное поражение (марианцы за всю войну не одержали ни одной серьёзной победы), а все территории севернее Рима окончательно перешли на сторону Суллы, Карбон, бывший одним из двух консулов на 82-й год до н. э., бежал из Италии в Африку, надеясь организовать центр сопротивления Сулле там.
После этого инцидента оставшиеся военачальники марианцев (Каррина, Марций и Дамасипп) в последний раз попытались прорваться к Пренесте, а когда это не удалось, они объединили свои силы с Телезином и двинулись на Рим. Сулла, узнав об этом, быстро снялся с места и также поспешил к Риму.

## Битва у Коллинских ворот
Битва между Суллой с одной стороны, и объединённым войском марианцев с другой, произошла в начале 82 года до н. э. Армия Суллы уступала в численности 70-тысячной марианской, однако последняя была составлена из малоопытных италиков, не горевших стремлением умереть в бою. Известно также, что в битве на стороне марианцев принимало участие много италиков из племён самнитов и луканцев.
В ходе битвы Сулла сначала одержал победу на правом фланге сражения (им командовал Марк Лициний Красс), в то время как его левый фланг начал отступать, с помощью подъёмной воинам Суллы преградили путь в Город, но в конце концов они сумели переломить ход битвы и преследовали самнитов до Антемны, где уцелевшие сдались в обмен на обещание сохранить им жизнь.
Аппиан оценивает общее число погибших в битве в 50 000 человек. Ещё несколько тысяч самнитов, Сулла тут же приказал убить в нарушение данного им слова на Villa Publica. Во время битвы были убиты Понтий Телезин и Альбин. Ещё два командира проигравшей армии были вскоре схвачены и убиты, а их головы пронесли вокруг стен осаждённого Пренесте.

## Сдача Пренесте
После того, как защитникам Пренесте были продемонстрированы головы этих военачальников, осаждающим стало ясно, что армии марианцев разбиты, а Сулла является победителем. Жители Пренесте добровольно сдали город осаждавшему его Лукрецию. Гай Марий-младший покончил с собой, но его тело было найдено, и вскоре его голова была доставлена Сулле.
После прибытия в город Сулла уничтожил всех военачальников Мария, а затем приказал всем защитникам города построиться в поле без оружия, разбившись при этом на три группы — римлян, самнитов и пренестийцев. Римлян Сулла простил, всех остальных приказал вырезать, но приказал оставить их жён и детей. Сам город Сулла отдал на разграбление солдатам.

## Итоги войны
«Война уничтожила всё. Зачастую в одной битве гибло 10 000—20 000 человек, а в окрестностях Рима с обеих сторон погибло 50 000. В отношении каждого из оставшихся в живых, в отношении городов Сулла не останавливался ни перед какими жестокостями до тех пор, пока он не объявил себя единоличным владыкою всего римского государства на тот срок, который представлялся ему желательным и нужным».
В ходе военных действий марианцы были разбиты почти на всех направлениях (за исключением Испании, где ещё длительное время продолжал сопротивление Квинт Серторий; Сицилия была захвачена практически без боя, сопротивление Домиция Агенобарба и союзного ему царя Нумидии Ярбы в Африке быстро сломил Гней Помпей). Большинство городов Италии подчинились Сулле, который стал безусловным победителем. Впрочем, некоторые города на Апеннинском полуострове (Нола, Эзерния, Волатерры) держались ещё несколько лет.
Причины победы Суллы и его соратников кроются прежде всего в слабости марианской партии, в отсутствии её широкой поддержки. Лишь самниты и луканы выступали на стороне марианцев до самого конца.
Сулла установил власть над страной в ходе ожесточённой вооружённой борьбы. Впоследствии он установил собственную единоличную, неограниченную по времени диктатуру.